# Prvenstvo Jugoslavije u nogometu 1933./34.
Sezona Državnog prvenstva 1933./34. trebala je biti dvanaesta sezona nacionalnog nogometnog natjecanja u Kraljevini Jugoslaviji. 

Natjecanje nije odigrano jer se ekipe nisu mogle dogovoriti oko formata turnira.
Umjesto Državnog prvenstva 1933./34. JNS je organizirao kvalifikacije za Državno prvenstvo 1934./35. (od 15. srpnja do 18. studenoga 1934.) i Kup sedmorice 1934. (od 15. travnja do 25. studenoga 1934.).

## Novosti
Ova sezona državne lige nije odigrana zbog nesuglasica oko načina igranja. Liga je trebala izgledati ovako, 8 momčadi iz prethodne sezone prema poretku: BSK (Beograd), Hajduk (Split), Jugoslavija (Beograd), HAŠK (Zagreb), BASK (Beograd), Građanski (Zagreb), Concordia (Zagreb) i Primorje (Ljubljana) te još 2 momčadi koje su dobivene nakon kvalifikacija: Sparta (Zemun) i JRSK Split (Split). 

Izvorno su te dvije momčadi trebale igrati dodatne kvalifikacije protiv 9. i 10. na tablici iz sezone 1932./33. Slavije (Sarajevo) i Slavije (Osijek), no na sjednici JNS-a 17. prosinca 1933. izglasano je da te 2 ekipe ulaze direktno i da obje Slavije uz Vojvodinu ispadaju iz lige.
Prvenstvo nije odigrano. Zbog neprekidnih sporova unutar JNS-a, teške ekonomske krize u zemlji i povećanih naknada koje su klubovi morali plaćati za sudjelovanje u natjecanjima pod okriljem JNS-a, nije odigrana završnica nogometnog prvenstva. Ove je sezone jugoslavenski nogomet bio u previranju. Sredinom godine, na zahtjev ministra za tjelesni odgoj Kraljevine Jugoslavije, cjelokupno rukovodstvo JNS podnijelo je ostavku zbog “Egipatske afere”. JNS je uspjela organizirati grupne kvalifikacije, ali je nakon daljnjih političkih promjena i atentata na kralja Aleksandra I. Karađorđevića ponovno došlo do promjene vodstva JNS. Sve je to dovelo do toga da se finale prvenstva nikada nije igralo.

### Egipatska afera
“Egipatska afera” dogodila se tijekom turneje beogradskog BSK-a po Egiptu 1934. godine, kada je jedan od predstavnika tamošnjeg nogometnog saveza, koji je bio i istaknuti novinar i dopisnik brojnih stranih listova, u jednom od svojih članaka objavio da je u Kairu,Aleksandriji i Port Saidu igrala Jugoslavija. Do te informacije došao je Ljubomir Vukadinović, koji je u kolumni u listu Politika upozorio jugoslavensku javnost na skandalozne postupke vodstva BSK-a. Uslijedio je prvorazredni skandal jer je čelništvo BSK-a optuženo da se preko svojih ljudi u JNS lažno predstavlja kao jugoslavenska reprezentacija, kako bi za nastupe na turneji dobio veće honorare. BSK se branio da je sve vjerojatno rezultat nesporazuma, jer su i BSK i jugoslavenska reprezentacija igrali u plavim dresovima, što se kasnije pokazalo kao laž. Na kraju se u aferu umiješalo i nadležno ministarstvo koje je smijenilo cijelo rukovodstvo JNS-a.

## Sudionici
| Klub                                | Grad      | Sezona 1932./33. | Sezona 1932./33.  |
| Klub                                | Grad      | Poz.             | Rang              |
| ----------------------------------- | --------- | ---------------- | ----------------- |
| BSK                                 | Beograd   | Prvak            | Državno prvenstvo |
| JŠK Hajduk                          | Split     | 2.               | Državno prvenstvo |
| HAŠK                                | Zagreb    | 3.               | Državno prvenstvo |
| BASK                                | Beograd   | 4.               | Državno prvenstvo |
| SK Jugoslavija                      | Beograd   | 5.               | Državno prvenstvo |
| 1. hrvatski građanski športski klub | Zagreb    | 6.               | Državno prvenstvo |
| HŠK Concordia                       | Zagreb    | 7.               | Državno prvenstvo |
| ASK Primorje                        | Ljubljana | 8.               | Državno prvenstvo |
| JRŠK                                | Split     |                  | Kvalifikacije     |
| ZSK Šparta                          | Zemun     |                  | Kvalifikacije     |

## Raspored
4. 3. 1934. BASK – Sparta, HAŠK – Split
11. 3. 1934. BSK – BASK, Concordia – HAŠK 
18. 3. 1934. Sparta – BSK, BASK – Jugoslavija, Concordia – Split, Primorje – HAŠK 
23. 3. 1934. BSK – Građanski, Sparta – Jugoslavija, HAŠK – Hajduk, Primorje – Concordia
1. 4. 1934. BASK – Concordia
2. 4. 1934. Sparta – Concordia
8. 4. 1934. Građanski – HAŠK, Split – Hajduk 
22. 4. 1934. BSK – Jugoslavija, Concordia – Građanski, Split – HAŠK, Primorje – Hajduk
29. 4. 1934. HAŠK – BSK, Jugoslavija – Građanski, Hajduk – Concordia, Primorje – Split
6. 5. 1934. Hajduk – BASK, BSK – Concordia, HAŠK – Jugoslavija, Primorje – Građanski
7. 5. 1934. (ili 10. 5. 1934.) Split – BASK
13. 5. 1934. BSK – Hajduk, Concordia – BASK, Primorje – Jugoslavija, Split – Građanski
17. 5. 1934. BASK – Hajduk
20. 5. 1934. BSK – Split
24. 5. 1934. Jugoslavija – Split
3. 6. 1934. Jugoslavija – Concordia, Sparta – Primorje 
24. 6. 1934. Jugoslavija – Hajduk, Primorje – BSK, HAŠK – BASK
28. 6. 1934. Sparta – Hajduk
29. 6. 1934. Građanski – BASK
1. 7. 1934. Primorje – BASK, BSK – Sparta, Građanski – Primorje
5. 8. 1934. BASK – BSK, Primorje – Građanski, Sparta – HAŠK
12. 8. 1934. Hajduk – BSK, Građanski – Sparta, Jugoslavija – BASK 
15. 8. 1934. Split – BSK, Primorje – Sparta, HAŠK – Concordia
19. 8. 1934. BSK – HAŠK, Građanski – Jugoslavija, Sparta – BASK, Split – Primorje
26. 8. 1934. Concordia – Sparta
2. 9. 1934. Sparta – Split
6. 9. 1934. BASK – Split
8. 9. 1934. Hajduk – Sparta, HAŠK – Primorje
9. 9. 1934. Split – Sparta, Jugoslavija – BSK, Građanski – Concordia
16. 9. 1934. Građanski – BSK, Jugoslavija – Sparta, Hajduk – HAŠK
23. 9. 1934. Concordia – Primorje, Sparta – Građanski
30. 9. 1934. BASK – Građanski, Concordia – Hajduk
7. 10. 1934. Concordia – BSK, Jugoslavija – HAŠK, Hajduk – Primorje
14. 10. 1934. BSK – Primorje, Concordia – Jugoslavija, Hajduk – Građanski
21. 10. 1934. HAŠK – Građanski, BASK – Primorje, Split – Concordia
28. 10. 1934. Jugoslavija – Primorje, HAŠK – Sparta, Hajduk – Split
1. 11. 1934. Split – Jugoslavija
4. 11. 1934. Hajduk – Jugoslavija, BASK – HAŠK, Građanski – Split

## Vanjske poveznice
- RSSSF: Yugoslavia List of Topscorers
- RSSSF: Yugoslavia List of Final Tables
- exyufudbal: Podsavezna prvenstva: 1933./34.
- fsgzrenjanin: SISTEM TAKMIČENJA U KRALJEVINI JUGOSLAVIJI
- claudionicoletti: KINGDOM OF YUGOSLAVIA 1931-1940